# 巴里·赖斯
巴里·赖斯（英語：Barry Rice）为美国植物学家，食虫植物专业种植者及作家。其出版了《食虫植物种植》（Growing Carnivorous Plants）一书。他也是国际食虫植物协会杂志《食虫植物通讯》的编辑。此外，他还是全球入侵物种团队下的入侵物种专家。

## 主要著作
- Barry Rice. . Timber Press, Incorporated. ISBN 0-88192-807-0.